# Battaglia delle Ardenne (1914)
La battaglia delle Ardenne fu uno dei combattimenti principali della cosiddetta battaglia delle Frontiere all'inizio della prima guerra mondiale. Si svolse fra il 21 e il 23 agosto 1914 e vide di fronte due armate dell'esercito francese, impegnate ad avanzare verso nord-est secondo i progetti del piano XVII, e due armate dell'Esercito tedesco in marcia attraverso il Belgio in direzione del confine francese per eseguire l'ambizioso e audace piano Schlieffen da cui l'Oberste Heeresleitung (l'alto comando tedesco) si attendeva una rapida vittoria totale sul fronte occidentale.
I combattimenti, confusi e sanguinosi, si svolsero sul terreno boscoso e irregolare delle Ardenne e terminarono con la netta vittoria delle truppe tedesche che, adottando le moderne tattiche basate sui trinceramenti campali e sull'impiego concentrato delle mitragliatrici, respinsero con pesanti perdite gli attacchi frontali allo scoperto dei francesi e costrinsero il nemico a ripiegare in disordine verso sud. Avvenuta contemporaneamente alla battaglia di Charleroi e alla battaglia di Mons, la battaglia delle Ardenne costrinse l'alto comando francese ad ordinare la ritirata generale verso Parigi e la Marna.

## Inizio della guerra europea
Le dichiarazioni di guerra della Germania imperiale alla Russia il 1º agosto 1914 e alla Francia il 3 agosto avevano decretato la catastrofica conclusione della drammatica crisi di luglio e l'inizio della guerra europea. Dopo decenni di tensioni internazionali, ebbe quindi inizio la temuta conflagrazione tra le grandi potenze mondiali legate tra loro da trattati di alleanza e impegnati da tempo nel potenziamento dei rispettivi apparati bellici e nell'adeguamento della pianificazione strategica.
Dopo aver preso la decisione irreversibile di entrare in guerra, la Germania in pochi giorni procedette, in un'atmosfera di straordinaria euforia bellica e di burgfrieden (pacificazione e coesione patriottica) tra la popolazione, alla mobilitazione delle sue forze e alla concentrazione delle armate; venne attivata la complessa procedura del cosiddetto piano Schlieffen, il progetto operativo fondamentale studiato dall'Alto comando tedesco a partire dal 1905 in caso di guerra europea. Questo piano, promosso dal generale Alfred von Schlieffen e modificato in parte nel 1912-1913 dal nuovo campo di stato maggiore, generale Helmuth von Moltke, prevedeva di concentrare la massa dell'esercito tedesco a occidente e sferrare in pochi giorni una grande offensiva generale caratterizzata soprattutto dall'avanzata attraverso il Belgio neutrale di una potente ala destra che marciando a nord e a sud di Liegi avrebbe raggiunto la Francia settentrionale e aggirato completamente l'esercito francese, sorpreso all'interno dei suoi confini. Si prevedeva ottimisticamente di concludere la guerra con la vittoria totale sulla Francia in sei settimane.

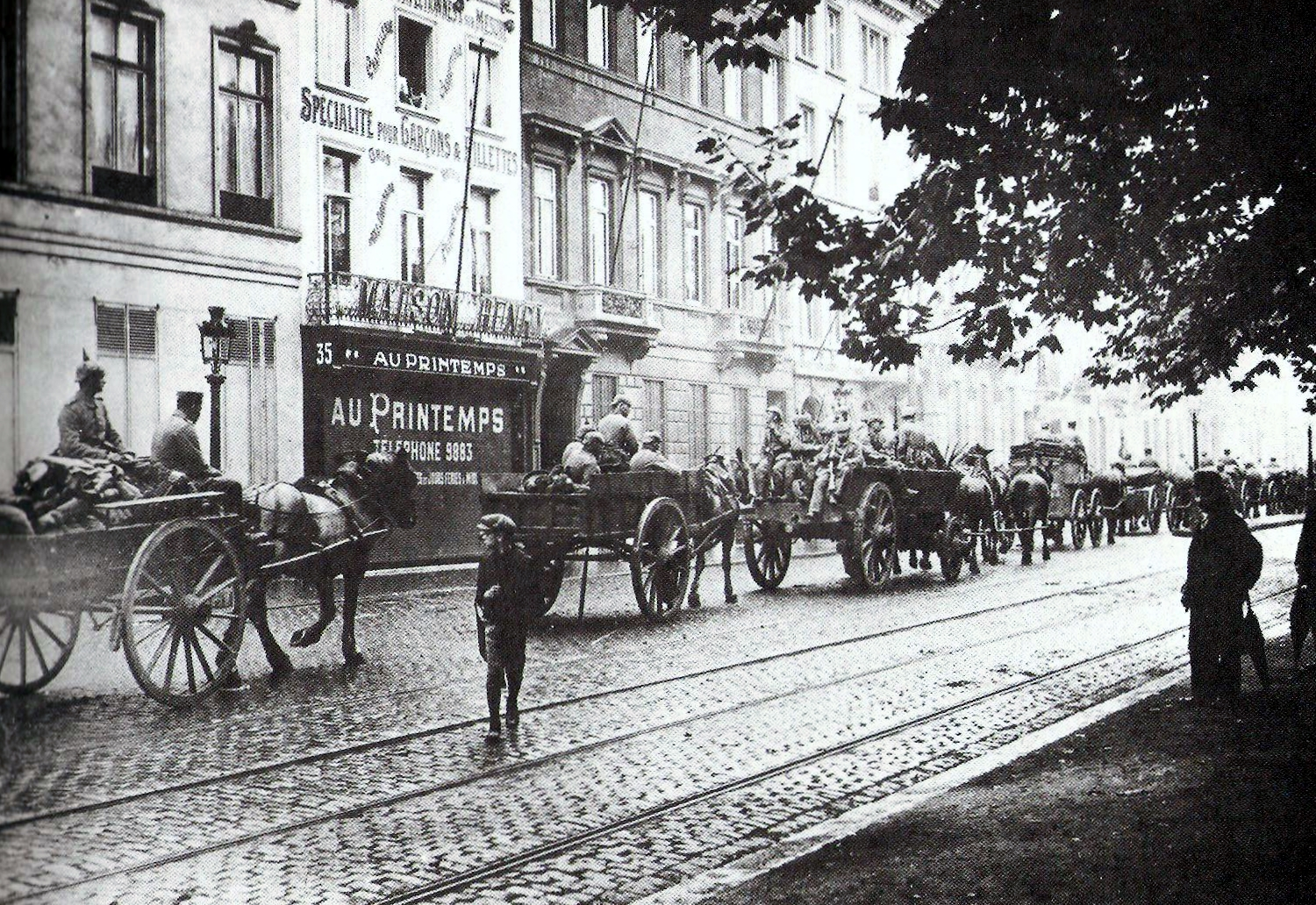
Truppe tedesche entrano a Bruxelles il 20 agosto 1914.

L'ultimatum presentato al Belgio il 2 agosto con cui si richiedeva di non ostacolare la marcia dell'esercito tedesco, venne respinto dai governanti belgi e quindi dal 4 agosto le avanguardie germaniche superarono il confine e attaccarono subito Liegi e la linea della Mosa per aprire il passo alle forze principali che si misero in movimento tra il 13 e il 17 agosto, precedute da due corpi d'armata di cavalleria. La fortezza belga di Liegi si difese strenuamente e solo grazie all'intervento di artiglieria pesante i tedeschi riuscirono a conquistare le posizioni fortificate entro il 16 agosto; nel frattempo però, mentre il piccolo esercito belga si ritirava sul fiume Gette e poi su Anversa, le tre armate della potente ala destra tedesca, costituite da 34 divisioni con 700 000 soldati, avevano proseguito la loro marcia in profondità attraverso la pianura belga incontrando solo debole resistenza; il 20 agosto i tedeschi entrarono a Bruxelles. Contemporaneamente più a sud erano in movimento attraverso il Lussemburgo in direzione delle Ardenne le 20 divisioni assegnate al settore centrale dello schieramento tedesco; l'ala sinistra, costituita da 16 divisioni, sbarrava i settori della Lorena e dell'Alsazia.
L'inizio del conflitto europeo fu accolto con grande entusiasmo patriottico anche in Francia; nonostante i comprensibili timori popolari per il dramma della guerra, lo slancio della popolazione, lo spirito di revanche, l'altissimo morale delle truppe consacrarono fin dall'inizio la cosiddetta Union sacrée dell'intera nazione per conseguire la vittoria contro il nemico germanico. Dal 1911 il programma di concentramento e le disposizioni strategiche erano state codificate dal nuovo capo di stato maggiore, generale Joseph Joffre nel piano XVII. Questa nuova pianificazione adottava le dottrine operative dell'offensiva ad oltranza e prevedeva che l'esercito francese passasse risolutamente all'attacco, anticipando il nemico e sfruttando le qualità positive di slancio e aggressività dei soldati. Il generale Joffre prevedeva di schierare la 5ª Armata a nord sull'Oise preceduta da un corpo di cavalleria, mentre altre quattro armate avrebbero sferrato un doppio attacco: a nord della Mosella in direzione delle Ardenne, e a sud del fiume in Lorena; il comandante in capo prendeva in considerazione la possibilità che i tedeschi entrassero in Belgio ma credeva che si sarebbero limitati ad avanzare nel sud del paese e in questo caso la 5ª Armata avrebbe potuto intervenire, sostenuta dal previsto afflusso del Corpo di spedizione britannico nella regione di Maubeuge.
Le notizie dell'entrata in forze dell'esercito tedesco in Belgio a nord e a sud della Mosa, misero in movimento l'esercito francese: il generale Joffre fece entrare in azione per primo il corpo di cavalleria che superò il confine belga e si inoltrò verso Liegi per raccogliere informazioni sul nemico; il 13 agosto una parte della 5ª Armata prese posizione a Dinant, mentre lo stesso giorno il generale Joffre, non molto allarmato dalle notizie provenienti dal Belgio e sottovalutando la forza numerica del nemico che egli calcolava in soli 20 corpi d'armata invece del numero reale di 36 corpi, diede inizio alla prevista offensiva in Lorena con le due armate dell'ala destra.
L'attacco francese in Lorena ottenne inizialmente qualche successo, ma, dopo quattro giorni di lenta ritirata, le forze tedesche della 6ª Armata del principe Rupprecht, costituita principalmente da reparti bavaresi, bloccarono l'avanzata nemica a Sarrebourg e Morhange; dopo alcune incertezze tra gli alti comandi, i tedeschi decisero di passarono alla controffensiva dal 20 agosto, i francesi subirono pesanti perdite e furono costretti a ripiegare rapidamente oltre il confine, riperdendo il terreno conquistato.

## Marcia degli eserciti
Nonostante il fallimento dell'attacco in Lorena, il generale Joseph Joffre rimaneva ottimista; egli riteneva ancora possibile sferrare una grande offensiva e mettere in azione le sue armate secondo i progetti aggressivi del piano XVII. Il generale considerò che gli sviluppi della situazione fossero nel complesso favorevoli: avendo impegnato molte truppe contro la 1ª e al 2ª Armata francese in Lorena e Alsazia, i tedeschi verosimilmente avevano a disposizione solo deboli forze nel settore centrale del loro schieramento nelle Ardenne dove egli era pronto a sferrare quello che riteneva l'attacco decisivo. Il 20 agosto il generale Joffre diede inizio quindi alla manovra delle sue armate principali nelle Ardenne; le truppe e i comandanti francesi erano estremamente ottimisti e risoluti. In realtà il 16 agosto il quartier generale, dopo aver ricevuto le notizie sull'andamento delle prime battaglie in Lorena e a Dinant, aveva diramato nuove disposizioni in cui evidenziava le carenze tattiche dimostrate e sottolineava la necessità di impiegare, prima dell'assalto di fanteria, l'artiglieria campale ed evitare di "esporsi imprudentemente al fuoco nemico". Tuttavia, nonostante queste tardive indicazioni operative, le armate francesi sarebbero andate all'attacco contando, come previsto dalle teorie belliche adottate da molti anni, sull'urto frontale, sul cran (il coraggio) e sull'élan (lo slancio aggressivo) dei soldati.
Il generale Joffre diramò la sua Istruzione Speciale N. 10; egli apparentemente aveva preso in considerazione la possibilità che i tedeschi "stavano compiendo il loro sforzo maggiore con l'ala destra a nord di Givet" e quindi ordinò alla 5ª Armata del generale Charles Lanrezac, schierata sull'ala sinistra, di marciare insieme al corpo di cavalleria del generale André Sordet verso la Sambre, di operare "di concerto con l'esercito inglese e quello belga" e sconfiggere il "gruppo settentrionale" del nemico. Nel frattempo egli avrebbe avuto il tempo di sferrare l'attacco decisivo al centro. Il generale Joffre riteneva che le armate francesi nel settore centrale del fronte fossero nettamente più numerose e più potenti del nemico e che nelle Ardenne i tedeschi avessero disponibili solo deboli forze; egli inoltre considerava che il terreno fortemente boscoso e irregolare delle Ardenne fosse più favorevole all'esercito francese che avrebbe potuto impiegare con maggiore facilità e grandi risultati la sua moderna e micidiale artiglieria leggera campale da 75 mm. Durante la battaglia il comandante in capo francese sottovalutò costantemente il numero dei corpi d'armata tedeschi in azione e il servizio informazioni francese tardò ad identificata la presenza di alcuni corpi di riserva impegnati dal nemico accanto alle formazioni di prima linea.
In realtà infatti le forze tedesche che stavano avanzando in direzione delle Ardenne, schierate al centro dello schieramento germanico, non erano affatto inferiori numericamente ai francesi come riteneva il generale Joffre; in questo settore del fronte si trovavano la 4ª Armata di Alberto di Württemberg e la 5ª Armata del Principe Guglielmo, il figlio del Kaiser. Questo potente raggruppamento di forze, costituito da dieci corpi d'armata con artiglieria pesante campale, aveva il compito di proteggere, marciando attraverso le Ardenne in direzione della Mosa, il fianco sinistro delle armate principali dell'esercito tedesco schierate sull'ala destra che erano contemporaneamente in marcia attraverso il Belgio in direzione della Sambre secondo i progetti stabiliti dal piano Schlieffen. La 4ª Armata del duca Albrecht doveva dirigere i suoi cinque corpi d'armata, tre di prima linea e due di riserva, verso Neufchâteau, mentre la 5ª Armata, costituita da altri cinque corpi d'armata, avrebbe attraversato le Ardenne meridionali per dirigersi verso Virton e Longwy. Il Kromprinz Guglielmo aveva stabilito il quartier generale della sua armata a Thionville (in tedesco Diedenhofen); gli ufficiali del comando erano desiderosi di attaccare verso il confine francese e accolsero con grande favore l'ordine dell'alto comando del generale Moltke di iniziare la marcia nelle Ardenne il 19 agosto.
A partire dal 20 agosto il generale Joffre, nonostante le cattive notizie dalla Lorena, mise in azione la 3ª Armata francese del generale Pierre Ruffey, costituita dal 4º, 5º e 6º corpo d'armata, e la 4ª Armata del generale Fernand de Langle de Cary formata dal 12º e 17º corpo d'armata e dal corpo d'armata coloniale, da cui si attendeva un decisivo successo al centro del fronte nemico. Le due armate quindi iniziarono la marcia verso nord-ovest; l'armata del generale Ruffey avanzò in direzione di Briey e della sua importante regione mineraria, mentre la 4ª Armata del generale de Langle de Cary si diresse verso Neufchâteau. Il 21 agosto le avanguardie ebbero i primi contatti e si verificarono una serie di confuse schermaglie tra reparti ignari della presenza del nemico. La giornata fu caratterizzata dalla nebbia che ridusse ulteriormente la visibilità già ostacolata dal terreno collinoso e boscoso; neppure le truppe tedesche della 4ª e 5ª Armata, che stavano avanzando tra Bastogne e Lussemburgo dal 19 agosto, avevano informazioni precise sul nemico; si attendevano attacchi francesi ma non conoscevano con precisione la forza e la posizione dell'avversario. I soldati tedeschi evitarono di avanzate alla cieca ed invece adottarono sistematicamente la tattica di organizzare prudentemente trinceramenti sulle posizioni raggiunte, mettendo subito in azione le mitragliatrici per contrastare con il fuoco automatico le truppe nemiche all'assalto.

## La battaglia

### I combattimenti del 22 agosto 1914
I combattimenti più importanti iniziarono il 22 agosto; anche se in alcune occasioni i cannoni campali francesi da 75 mm riuscirono a sorprendere allo scoperto formazioni tedesche in marcia e inflissero perdite elevatissime, nel complesso le tattiche della fanteria francese, fondate sull'attacco brusquée alla baionetta, non si dimostrarono adeguate alla situazione reale del campo di battaglia. I francesi non organizzarono posizioni difensive e sferrarono continui attacchi frontali contando di sbaragliare il nemico con l'urto e l'audacia dell'assalto. I risultati furono però spesso disastrosi: esposti allo scoperto e molto visibili per le loro divise sfolgoranti blu e rosse, le truppe francesi furono sanguinosamente respinte dai soldati tedeschi che, equipaggiati con le molto meno vistose divise in feldgrau, in generale protessero le loro posizioni, sfruttarono il sostegno dell'artiglieria campale pesante e, soprattutto, impiegarono le mitragliatrici in modo offensivo per organizzare micidiali schermi di fuoco concentrato con cui disgregare gli attacchi nemici.

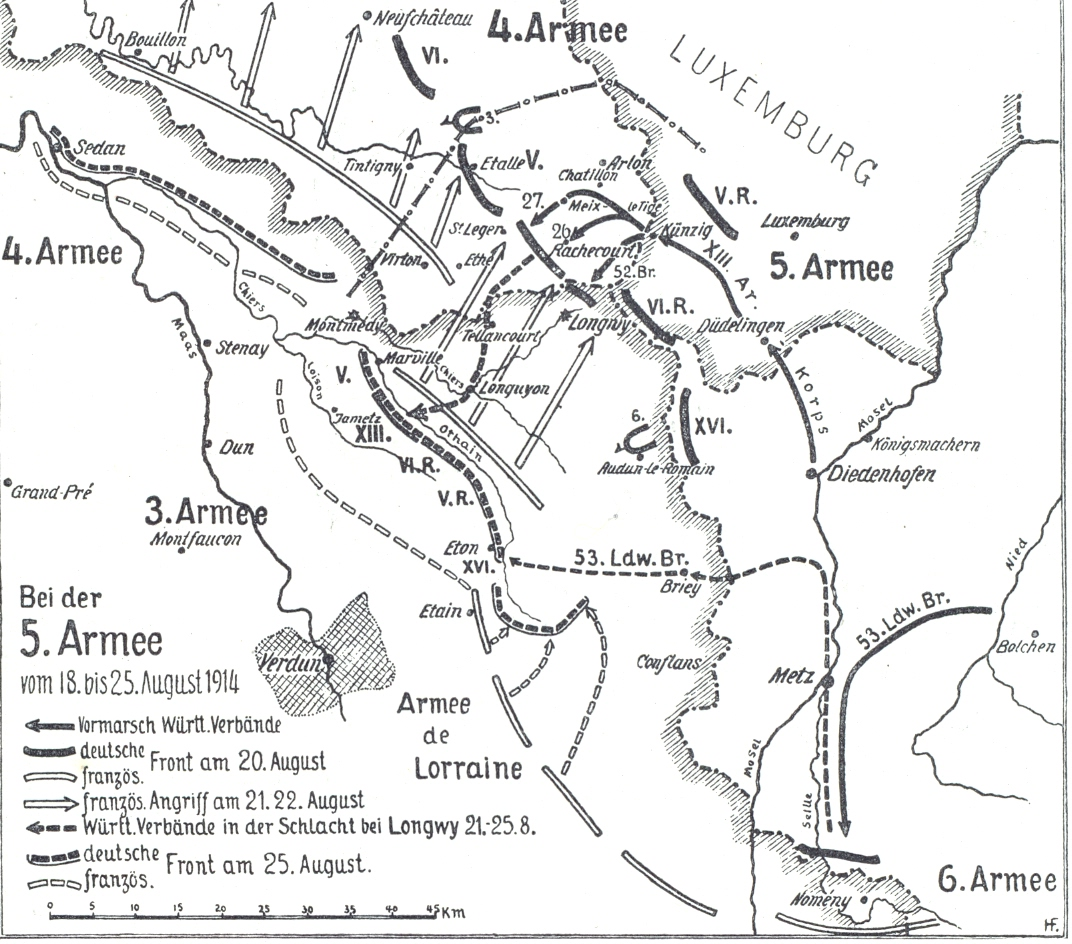
Carta delle operazioni nelle Ardenne.

L'andamento della battaglia fu sfavorevole alle forze francesi: al primo mattino il generale Ruffey, comandante della 3ª Armata francese, diede inizio all'avanzata dei suoi tre corpi d'armata tra Virton e Longwy; il generale era un convinto ed isolato sostenitore, prima della guerra, dell'introduzione dell'artiglieria pesante e dell'aviazione. Egli era preoccupato e insicuro; le sue truppe avanzavano nella nebbia e non si avevano informazioni precise sulla presenza del nemico. Alcuni contadini belgi avevano riferito che i tedeschi erano presenti in gran numero nei boschi e nei campi di grano; il generale, fortemente preoccupato, comunicò al quartier generale i suoi timori e le sue valutazioni sulla forza numerica del nemico, ma il generale Joffre non fu scosso da queste informazioni e non tenne conto dei suoi avvertimenti. Più a nord, tra Tintigny, Rossignol e Neufchâteau, avanzava invece la 4ª Armata francese del generale Langle de Cary: egli era ottimista, energico e desideroso di entrare in azione. Il generale non sembrò impressionato dalle voci di grandi forze tedesche in movimento nelle foreste delle Ardenne; era sua intenzione attaccare al più presto con audacia e velocità senza perdere tempo in ricognizione del terreno; l'alto comando francese era convinto di poter sorprendere il nemico ma, come disse in seguito il generale, "fummo noi ad essere colti di sorpresa"

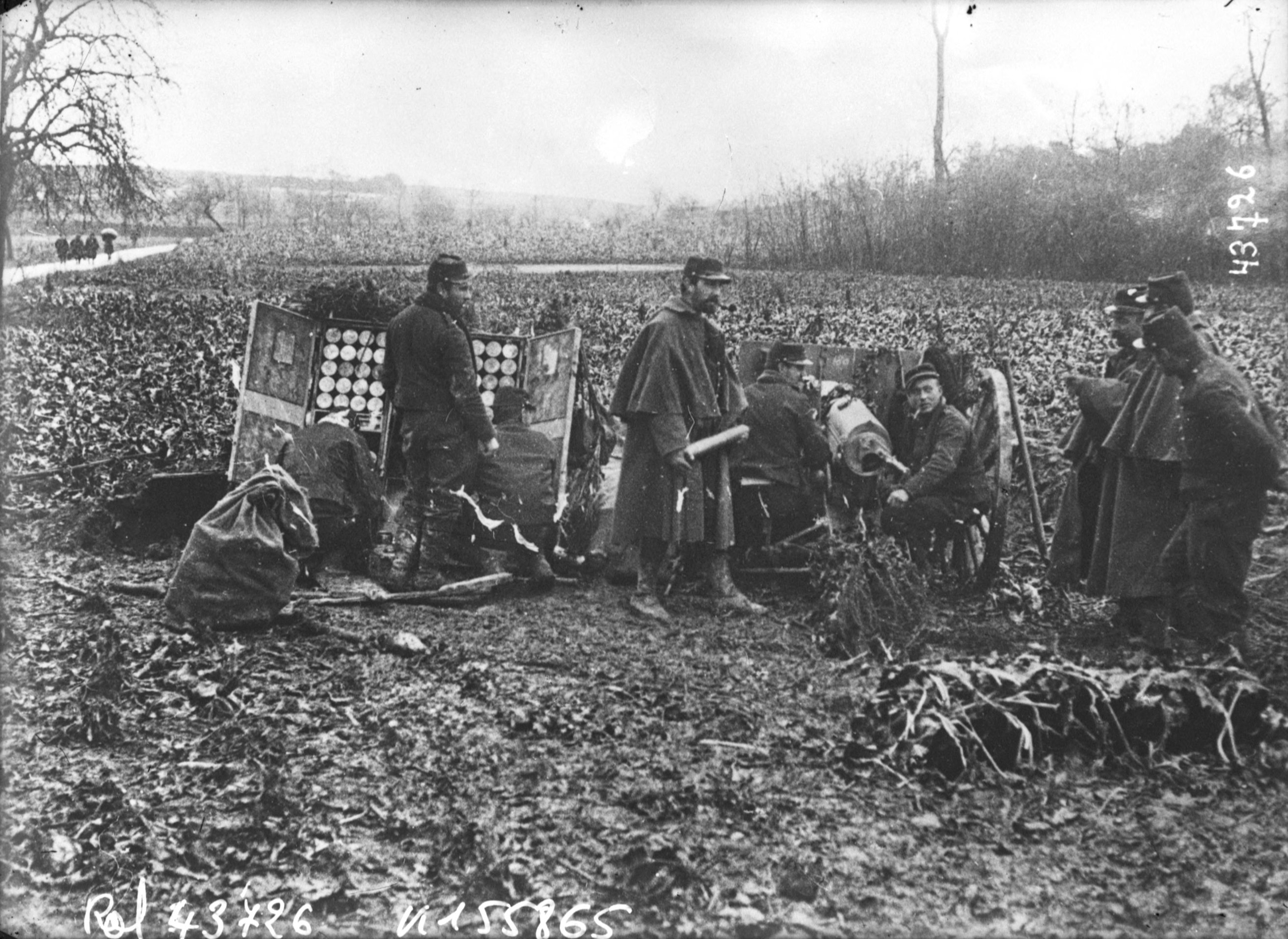
Artiglieri francesi in azione con l'eccellente cannone campale da 75 mm.

La mancanza di adeguate informazioni e la scarsa visibilità provocarono una serie di battaglie d'incontro: al centro della linea d'avanzata della 3ª Armata del generale Ruffey il V corpo d'armata del generale Charles Brochin, che stava marciando a nord di Longwy, incappò alla cieca nelle posizioni già predisposte del XIII corpo d'armata wurttemburghese del generale Max von Fabeck, appartenente alla 5ª Armata del Kromprinz Guglielmo. Iniziarono una serie di combattimenti confusi nella boscaglia mentre i francesi portavano avanti i cannoni campali da 75 mm per bersagliare quelle che erano ritenute erroneamente deboli avanguardie del nemico; in realtà i tedeschi erano presenti in forze e disponevano di artiglieria pesante da 105 mm e da 150 mm che, sfruttando un diradamento della nebbia, sferrò un violento tiro di controbatteria con effetti distruttivi sui cannoni francesi. Gli assalti frontali lanciati dalla fanteria francese furono respinti con pesanti perdite dalle efficaci posizioni di fuoco delle mitragliatrici tedesche; una divisione francese si disgregò e abbandonò le sue posizioni, ci furono episodi di panico in alcuni reparti che fuggirono fino a Tellancourt; l'intero V corpo d'armata dovette ritirarsi lasciando un ampio varco al centro delle linee francesi. Il 24 agosto il generale Brochin venne destituito.
Mentre il V corpo subiva una dura sconfitta, anche il IV corpo d'armata del generale Victor-René Boëlle, schierato sull'ala sinistra dell'armata del generale Ruffey, si trovò in grave difficoltà nel settore di Virton dove entrò inaspettatamente in contatto con un altro dei corpi d'armata della 5ª Armata tedesca del Kromprinz: il V corpo prussiano del generale Hermann von Strantz che stava avanzando da nord-est. I combattimenti volsero a vantaggio dei tedeschi e un'altra divisione francese diede segno di cedimento, costringendo il generale Boëlle ad ordinare a sua volta la ritirata. Sull'ala destra il VI corpo d'armata francese del generale Maurice Sarrail, rinforzato da una divisione di fanteria di riserva, riuscì invece ad ottenere alcuni successi; mantenne inizialmente le sue posizioni e impegnò una serie di violenti scontri con il VI corpo d'armata di riserva tedesco del generale Konrad von Gossler. I combattimenti continuarono per ore nel terreno boscoso sotto la pioggia e i cannoni campali da 75 mm francesi inflissero perdite elevatissime ai tedeschi; le testimonianze dirette descrissero un impressionante campo di battaglia coperto di morti di entrambe le parti, il continuo e micidiale fuoco delle artiglierie, il coraggio degli ufficiali francesi in prima linea, le soffenze delle truppe e dei numerosi feriti. Nonostante i successi raggiunti e le perdite inflitte al nemico, alla fine anche il VI corpo si trovò in una situazione critica soprattutto per il cedimento dei due corpi d'armata francesi schierati più a nord che stavano retrocedendo sotto la pressione del V e XIII corpo della 5ª Armata tedesca; per evitare la minaccia sul fianco e alle spalle anche il generale Sarrail dovette iniziare a ripiegare; l'intera 3ª Armata francese alla fine del 22 agosto stava battendo in ritirata.

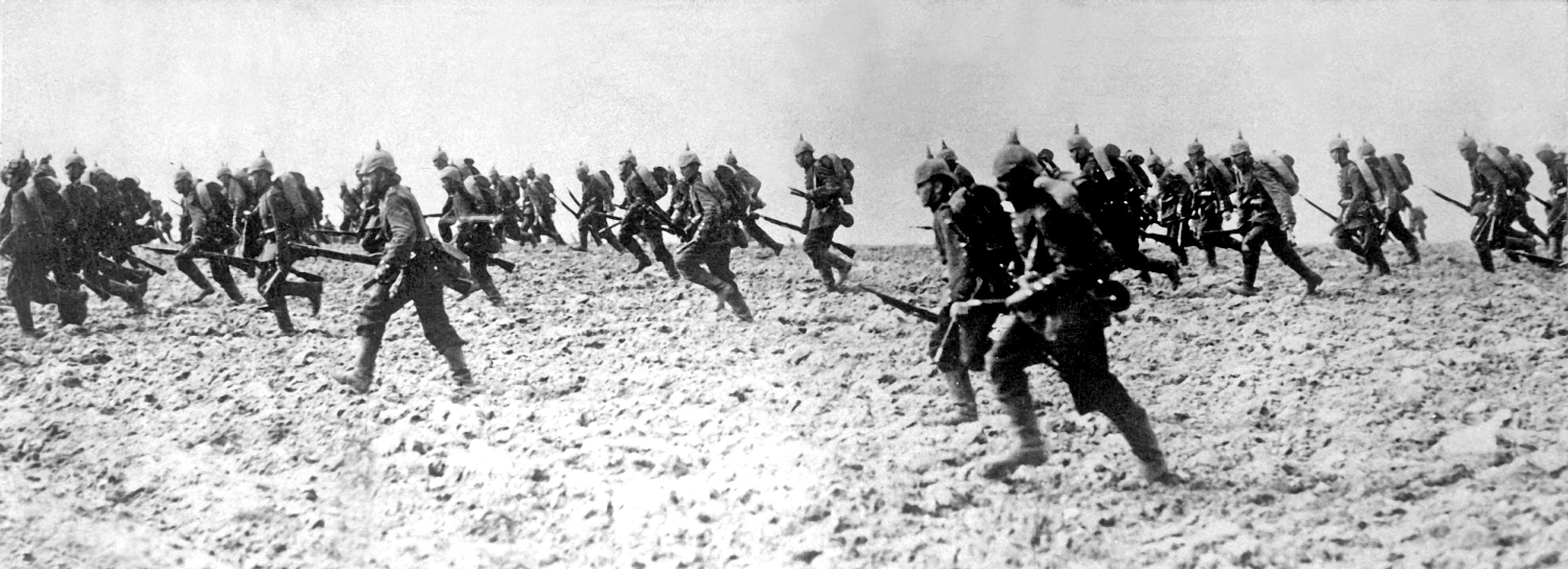
Soldati tedeschi all'attacco nell'agosto 1914.

La situazione del generale Ruffey era critica anche a causa delle decisioni dell'alto comando francese; il 21 agosto il generale Joffre aveva costituito una nuova "Armata di Lorena", affidata al generale Michel Joseph Maunoury per rafforzare lo schieramento francese tra Verdun e Nancy, ma per organizzare questa nuova formazione sottrasse tre divisioni alla 3ª Armata del generale Ruffey impegnata contemporaneamente nell'offensiva nelle Ardenne. Il generale Ruffey, sorpreso e estremamente irritato da questa decisione del comando supremo, criticò vivacemente l'operato del generale Joffre e imputò la sconfitta della sua armata a questa sottrazione di forze nel momento più importante della battaglia. Il generale Ruffey nel pomeriggio del 22 agosto aveva allertato il generale Maunoury, avvertendolo della critica situazione della sua armata e richiedendo urgentemente sostegno per rafforzare l'ala destra; il generale Mauroury decise di far intervenire in aiuto della 3ª Armata due divisioni di fanteria che avrebbero dovuto raggiungere i villaggi di Domprix e Senon, ma i francesi non giunsero in tempo per evitare la sconfitta e la ritirata a sud delle Ardenne da parte delle forze del generale Ruffey.
Nel quartier generale avanzato della 5ª Armata tedesca, trasferito a Esch in Lussemburgo, il Kromprinz Guglielmo e il suo capo di stato maggiore, generale Konstantin von Knobelsdorff, cercavano di controllare la confusa battaglia nelle foreste delle Ardenne; nonostante i segni di vittoria, nel posto di comando regnava una grande tensione; i collegamenti telefonici con l'Oberste Heeresleitung di Coblenza erano scadenti e le notizie dal campo segnalavano la durezza dei combattimenti. Al termine della giornata si ritenne che l'offensiva francese fosse stata bloccata; anche se Longwy non era stata ancora raggiunta, venivano segnalate colonne nemiche in fuga disordinata verso sud.

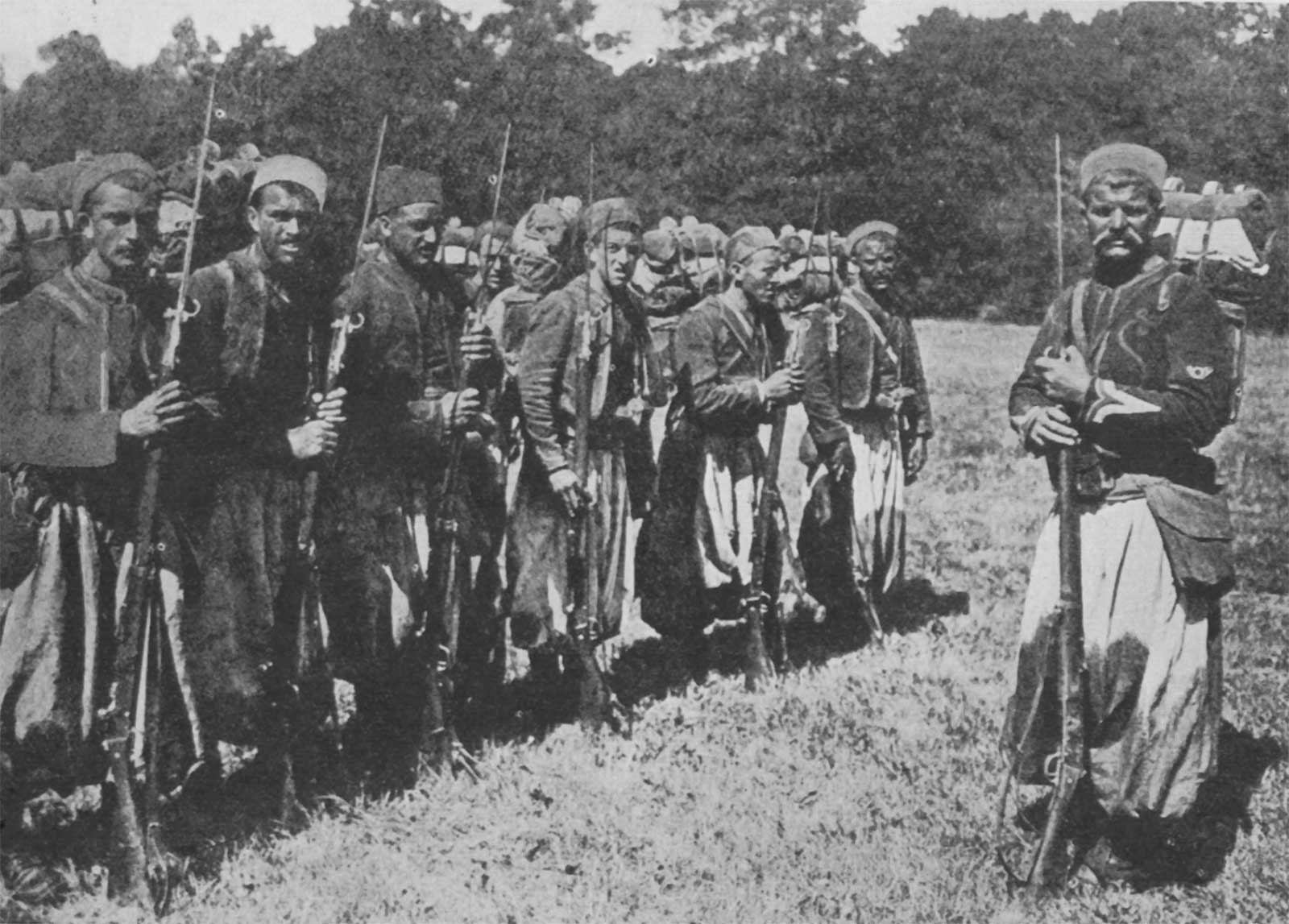
Truppe coloniali dell'Esercito francese.

Più a nord il 22 agosto anche la 4ª Armata francese del generale de Langle de Cary aveva iniziato la sua offensiva marciando in direzione di Neufchâteau, ma fin dall'inizio i vari corpi d'armata andarono incontro ad una serie di sconfitte; alle 8 del mattino il II corpo del generale Augustin Gérard venne bersagliato dal fuoco dell'artiglieria pesante tedesca e subì gravi perdite, a causa del fuoco delle mitragliatrici di alcuni reparti del VI corpo d'armata prussiano del generale Kurt von Pritzelwitz, appartenente alla 4ª Armata del duca Albrecht. Invece sul fianco sinistro il corpo coloniale del generale Léfevre inizialmente riuscì ad inoltrarsi, nella nebbia e sotto la pioggia del mattino e poi con la calura del pomeriggio, nelle foreste a nord di Neufchâteau, ma ben presto una brigata coloniale e il XVII corpo d'armata del generale Arthur Poline furono individuati ed attaccati dalla cavalleria nemica vicino Bertrix.
Subito dopo arrivarono sul campo di battaglia altre due formazioni della 4ª Armata tedesca: il XVIII corpo dell'Assia del generale Dedo von Schenck e il XVII corpo d'armata di riserva del generale Kuno von Steuben che attaccarono il XVII corpo del generale Poline. Dopo scontri molto violenti, la situazione precipitò per i francesi a causa dell'intervento da nord dell'XI corpo d'armata dell'Assia e della Turingia al comando del generale Otto von Pluskow, appartenente alla 3ª Armata del generale Max von Hausen, contemporaneamente impegnata ad attaccare più a ovest la linea della Mosa. Le truppe francesi del generale Poline furono accerchiate da tre corpi d'armata tedeschi a Bertrix e si disgregarono cercando di ripiegare, l'artiglieria venne abbandonata e i reparti fuggirono in disordine; a causa di questo cedimento un ampio varco si aprì nelle linee della 4ª Armata del generale de Langle de Cary.
A Rossignol, quindici chilometri a sud di Neufchâteau, la 3ª divisione coloniale francese al comando del generale Léon Raffenel sferrò una serie di attacchi alla baionetta contro le truppe tedesche della 12. Division slesiana, appartenenti al VI corpo d'armata prussiano del generale von Pritzelwitz, che stavano avanzando verso la cittadina. Cinque battaglioni francesi attaccarono allo scoperto su un fronte di seicento metri e vennero decimati dalla micidiale potenza di fuoco delle mitragliatrici tedesche. La divisione coloniale venne quasi distrutta perdendo, al termine dei combattimenti contro i tedeschi della 12. Division, 11 000 uomini morti o feriti su 15 000 effettivi; il generale Raffenel cadde sul campo; tre comandanti di battaglione francesi vennero uccisi da una raffica di mitragliatrice mentre sostavano sui bordi di una stradina nella fase iniziale dell'assalto. I superstiti della divisione si ritirarono.

### I combattimenti del 23 agosto e la ritirata francese

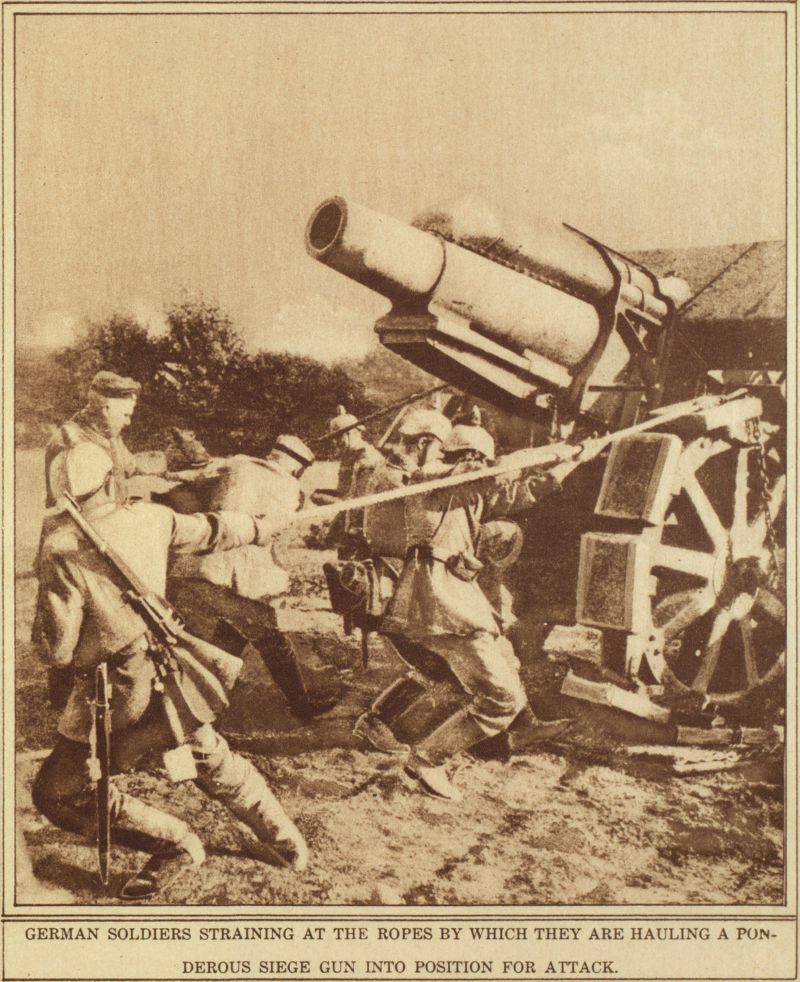
Artiglieri tedeschi al lavoro per portare in posizione un obice pesante da 21 cm.

Nella serata del 22 agosto il generale de Langle de Cary ricevette, nel suo posto di comando di Stenay sulla Mosa, le disastrose notizie sull'andamento degli scontri della sua armata: il corpo d'armata coloniale aveva subito perdite elevatissime soprattutto a Rossignol, gli altri corpi stavano ripiegando, i combattimenti a Tintigny si erano conclusi con una sconfitta. Il comandante della 4ª Armata cercò di minimizzare gli scacchi subiti e parlò di "risultati abbastanza soddisfacenti", ma non nascose al generale Joffre che le sue forze erano in difficoltà, che non disponeva di altre truppe e che sembrava impossibile riprendere gli attacchi anche il 23 agosto. Il comandante in capo invece era ancora molto fiducioso, sembrò non prestare ascolto ai rapporti del generale de Langle de Cary, continuò a credere che le forze nemiche fossero inferiori numericamente e che la posizione tattica dei francesi fosse favorevole; egli quindi confermò che l'offensiva doveva continuare.
I combattimenti del 23 agosto ebbero lo stesso andamento del giorno precedente: i francesi cercarono nuovamente di raggiungere il successo sferrando una serie di assalti frontali contando sull'urto della fanteria in formazione serrata, ma le forze tedesche nelle Ardenne erano troppo numerose e organizzate. A differenza delle asserzioni del generale Joffre, il centro dello schieramento nemico non era affatto "vulnerabile" e quindi era impossibile frazionarne le parti. Al contrario i tedeschi respinsero di nuovo tutti gli attacchi grazie alle posizioni trincerate, all'artiglieria campale e al fuoco delle mitragliatrici. I soldati tedeschi, addestrati alle nuove tattiche e disciplinati, ebbero la meglio sull'elan della fanteria francese. Al termine della giornata entrambe le armate francesi erano sconfitte; il generale Ruffey, molto critico delle prestazioni dell'artiglieria che a suo dire non aveva appoggiato a sufficienza gli attacchi di fanteria, si ritirò verso Verdun mentre il generale de Langle de Cary ripiegò in direzione di Stenay e Sedan.
Nonostante i rapporti sempre più negativi, apparentemente il generale Joffre neppure la sera del 23 agosto comprese completamente la gravità della sconfitta; con il ministro della Difesa Adolphe Messimy cercò di minimizzare parlando solo di momentanee difficoltà dell'offensiva e di sua ferma intenzione di riprendere gli attacchi. In realtà le battaglie nelle Ardenne erano ormai perdute per i francesi mentre l'euforia si diffondeva tra le truppe e i comandi tedeschi. Al quartier generale del Kromprinz c'era grande ottimismo; la 5ª Armata tedesca avanzava verso sud in direzione di Verdun, mentre altre forze stavano stringendo d'assedio la fortezza di Longwy.

## Bilancio e conclusione
Le battaglie nelle Ardenne, violente e sanguinose, costarono gravi perdite ad entrambe le parti. In particolare i francesi, che avevano adottato sistematicamente la tattica aggressiva dell'"attacco ad oltranza", ebbero oltre 11 000 morti e alcuni reparti furono quasi decimati; la 7ª e l'8ª Divisione fanteria, appartenenti al IV corpo d'armata, subirono perdite di oltre il 50% degli effettivi, un reggimento perse 2 700 uomini su 3 300; uno dei corpi d'armata del generale de Langle de Cary, costituito all'inizio della campagna da 40 000 uomini, rimase al termine della battaglia con soli 15 000 soldati ancora in campo e dovette essere ritirato nelle retrovie per essere ricostituito; cadde anche il figlio del generale Ferdinand Foch, l'aspirante Germain, a Bouzancy il 22 agosto. Anche le armate tedesche dovettero lamentare molte perdite durante gli aspri e confusi combattimenti nelle foreste a causa dei continui attacchi francesi e del fuoco della temuta artiglieria campale nemica; nel periodo dal 21 al 31 agosto la 4ª Armata comunicò 7 500 morti o dispersi e 11 600 feriti, mentre la 5ª Armata accusò 7 400 morti o dispersi e 11 500 feriti.

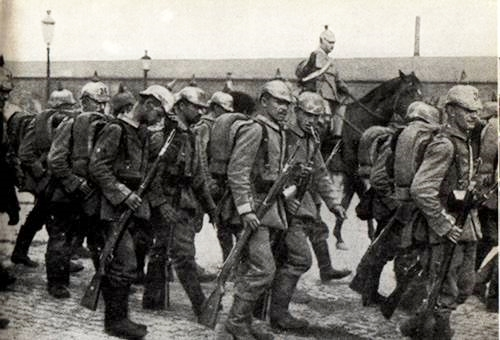
Soldati tedeschi in marcia durante la grande avanzata dell'agosto 1914.

Pur avendo subito perdite elevate, le due armate tedesche schierate al centro del fronte avevano ottenuto rilevanti successi; l'ambizioso piano francese era stato neutralizzato e l'offensiva principale nemica era stata duramente respinta. Le truppe tedesche avanzavano profondamente nelle Ardenne ed entravano nel territorio francese; inoltre era stato assicurato alla Germania il possesso per tutto il corso della guerra di importanti regioni geografiche, ricche di risorse minerarie e economiche.
Il generale Joffre vide quindi frustrati i suoi piani strategici; dopo le contemporanee sconfitte francesi e britanniche a Charleroi e Mons, l'intero schieramento alleato iniziò la ritirata in profondità verso Parigi; l'esercito tedesco si era dimostrato potente, più numeroso del previsto, ben organizzato e dotato di tattiche ed armamenti efficienti. Il comandante in capo francese peraltro non riconobbe il fallimento; egli, subito dopo le battaglie delle Ardenne, diramò nuove direttive tattiche che richiedevano maggiore coordinamento tra artiglieria campale e fanteria e ordinavano l'organizzazione di posizioni trincerate, ma in realtà il generale Joffre ritenne che la sua strategia fosse stata corretta e che avrebbe potuto avere successo se "la 4ª e la 5ª Armata si fossero battute bene". Egli accusò della sconfitta soprattutto le "gravi mancanze dei comandanti" e una presunta carenza di slancio delle truppe; il comandante in capo procedette a inchieste sul comportamento dei suoi generali e sostituì molti ufficiali superiori, tra cui il generale Ruffey, destituito il 31 agosto.
In realtà, al contrario delle asserzioni del loro comandante in capo, i soldati francesi avevano dimostrato nelle Ardenne e negli altri campi di battaglia grande aggressività; proprio l'eccesso di élan li aveva esposti alla potenza di fuoco del nemico, causando perdite debilitanti. Le sconfitte nelle Ardenne, insieme alle disfatte sulla Sambre, segnarono la fine della prima fase della guerra sul fronte occidentale e la conclusione della cosiddetta battaglia delle Frontiere con la netta vittoria germanica e la ritirata generale alleata. Nonostante i suoi errori tuttavia, il generale Joffre, con la sua ostinazione, la sua calma e la sua risolutezza, e i soldati francesi, con la loro capacità di non scoraggiarsi, di sopportare le perdite e di mantenere un elevato spirito combattivo, sarebbero stati in grado entro poche settimane di ribaltare l'esito complessivo della campagna.